# ドマゴイ・ブラダリッチ
ドマゴイ・ブラダリッチ（Domagoj Bradarić、1999年12月10日 - ）は、クロアチア・スプリト出身のサッカー選手。クロアチア代表。セリエA・エラス・ヴェローナFC所属。ポジションはDF。

## クラブ経歴
2018年、ハイドゥク・スプリトでプロデビュー。デビューシーズンの2018-19シーズンは、プルヴァHNLに所属する全選手と監督の投票によって選出されるリーグベストイレブンに名を連ねた。
2019年7月19日、リールに5年契約で移籍した。
2022年7月15日、USサレルニターナ1919に4年契約で移籍した。
2024年8月30日、エラス・ヴェローナFCに買い取りオプション付きの期限付き移籍で加入した。

## 代表経歴
2020年10月7日、スイス代表との親善試合で代表初出場。

## タイトル
LOSCリール
- リーグ・アン 2020-21
- トロフェ・デ・シャンピオン 2021